# Sarah (film 2007)
Sarah è un film del 2007 diretto da Kadija Leclere.

## Trama
Sarah, trent'anni, parte per il Marocco per rincontrare la madre, che non ha mai conosciuto, così come non ha mai messo piede in Marocco. Sarà così per la prima volta e anche l'ultima.

## Distribuzione
Il cortometraggio è stato presentato al 28º Festival di Cinema Africano di Verona e al Festival international du court métrage de Clermont-Ferrand.

## Riconoscimenti
- 2007 - Festival internazionale del cinema di Dubai
  - Migliore film cortometraggio[senza fonte]
  - Migliore cortometraggio - Oro[senza fonte]
- 2013 - Mostra del cinema di Venezia
  - Premio città di Venezia[1]